# Manuel Augusto Bedoya Lerzundi
Manuel Augusto Bedoya Lerzundi (Lima, 14 de febrero de 1890-Santiago de Chile, 28 de agosto de 1941) fue un escritor y periodista peruano. Muy joven viajó a España, donde radicó por varios años, hasta 1923. También viajó a Argentina y Chile. Como escritor escribió numerosas novelas naturalistas, con ramificaciones policiales y de terror. Destaca su serie novelística sobre las aventuras del detective millonario Mack-Bull. Como periodista colaboró en diarios y revistas de su país y del exterior, entre ellas, importantes publicaciones de París, Madrid y Buenos Aires.

## Biografía
Hijo de Manuel Bedoya Suárez y Felisa Lerzundi y Hurtado. Su padre era coronel del Ejército peruano, veterano de la guerra con Chile y partidario del presidente Andrés A. Cáceres. Tras el triunfo de la revolución pierolista de 1895, toda su familia debió abandonar Lima, instalándose en Ica. Allí cursó su educación primaria, en el colegio del doctor Ezequiel Sánchez Guerrero, y parte de la secundaria en el Colegio Nacional San Luis Gonzaga.
Regresó a Lima en 1902, donde completó su educación secundaria en el Colegio Nacional Nuestra Señora de Guadalupe. Allí tuvo por condiscípulos (aunque no del mismo año lectivo) a Abraham Valdelomar, Felipe Cossío del Pomar, Santiago Antúnez de Mayolo, Eulogio Castillo, Enrique Basadre Pastor, entre otros.
En 1903, siendo todavía colegial, se asoció con Valdelomar para fundar una revista cultural llamada La Idea Guadalupana, de la que fue director. Allí publicó sus primeras creaciones en prosa y verso.
Luis Alberto Sánchez hace una descripción del Bedoya de esa época de colegial: «Era un mozallón robusto, más bien gordo, blanco, de labios abultados, frente alta, andar de plantígrado, mirada escrutadora, trompeador y vociferante. Le gustaban las palabras exóticas y los insultos nativos».
Terminada su secundaria, ingresó a la Universidad de San Marcos. Al mismo tiempo empezó a colaborar activamente en periódicos y revistas limeñas como El Comercio, La Prensa, Actualidades, Prisma y Variedades. En esta última usó el seudónimo de “El Primo Basilio”, ganando fama entre los lectores por su peculiar estilo.
Sánchez describe así su aparición en el mundo de las letras: «Hombre impetuoso, agresivo, se dedicó a la crítica teatral desde apenas salido de la adolescencia. Escribía con vehemencia, utilizando vocablos raros, verbalizando sustantivos y adjetivos con más imaginación que propiedad, en una actitud demoníaca, cortejando lo inesperado, lo macabro».
En 1905 ganó un concurso para la provisión de un empleo en la cámara de diputados. En 1908 publicó su primera novela, El hermano mayor, novela en clave, sobre las ligerezas de una familia limeña encopetada, que termina cayendo muy bajo. Las alusiones a personas reales era tan claras e inequívocas, que provocó un escándalo en la sociedad limeña. En 1909 estrenó su drama La ronda de los muertos, que causó también gran impacto por lo duro de su lenguaje.

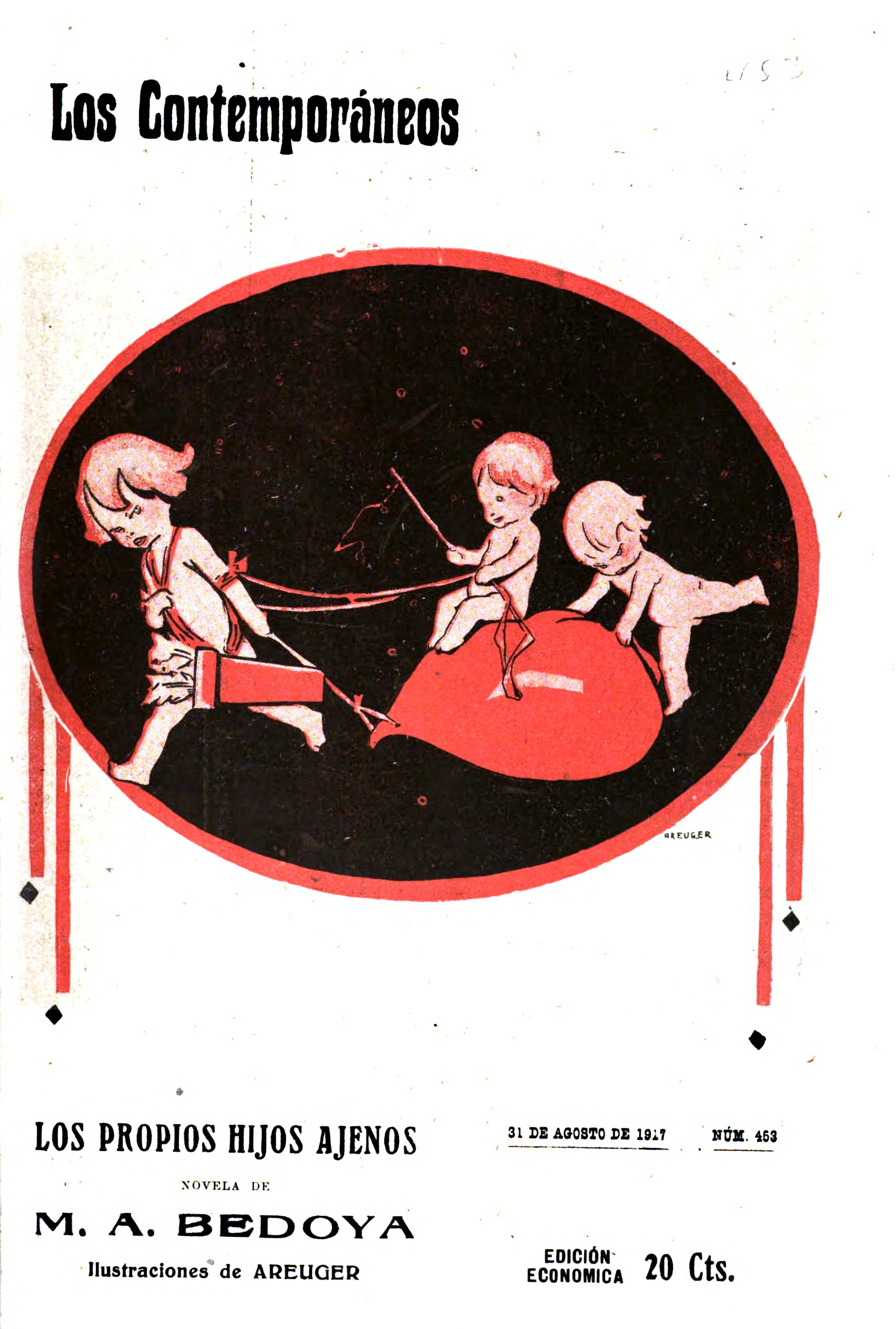
Los hijos ajenos (n.º 453 de Los Contemporáneos, 31 de agosto de 1917). Portada de Areuger.

Tenía veintiún años de edad cuando decidió marchar a Europa, en parte para eludir el escándalo provocado por su primera novela, aunque más por su deseo de aventuras. Estuvo por un corto tiempo en París. Pasó después a Madrid, donde empezó a desarrollar su carrera de periodista. Antes de establecerse en España de manera estable, viajó por Italia, Suiza, Alemania, Países Bajos e Inglaterra. Colaboró en los diarios El Sol y La Voz, y en las revistas Por esos Mundos, Nuevo Mundo (1913-1916), El Fígaro (1917), La Esfera (1917) y España (1922).
Su capacidad literaria fue reconocida en España. Llegó a ser recibido en el Ateneo de Madrid y estrenó con éxito sus obras teatrales. También empezó su exitosa serie de novelas policíacas y de misterio, cuyo protagonista es un millonario detective, llamado Mack-Bull.
Al parecer, planeaba radicar definitivamente en España, pero al instaurarse la dictadura del general Miguel Primo de Rivera en 1923, decidió retornar al Perú. Pero no permaneció mucho tiempo en su patria, sino que emprendió viaje a Buenos Aires, donde colaboró en las revistas Caras y Caretas y El Suplemento.
En 1925 regresó nuevamente a Lima, siendo comisionado por el gobierno de Augusto Leguía como propagandista de la posición peruana en el litigio con Chile por el incumplimiento del Tratado de Ancón (Cuestión de Tacna y Arica). Viajó entonces a Chile y nuevamente a Argentina.
Colaboró en importantes publicaciones de Buenos Aires como La Prensa y La Novela Semanal. Se puso al servicio del presidente argentino Hipólito Irigoyen, quien le confió la dirección del diario La Época En misión periodística viajó a París, en 1929. En esta nueva estadía europea escribió también para importantes diarios como Le Temps y Le Figaro.
En 1932 regresó una vez más al Perú. Se mostró adversario del militarismo instalado en la política peruana tras la caída de Leguía en 1930. Colaboró en las revistas Mundial, La Revista Semanal, El Hombre de la Calle y Suplemento. En 1934, junto con el escritor puneño Federico More Barrionuevo, editó un periódico titulado Dos voces.
En las elecciones de 1936 postuló como candidato a senador por el Callao, pero dicho proceso electoral fue anulado por la dictadura del general Óscar R. Benavides quien se prorrogó en el poder hasta 1939.
Por estar vinculado al partido aprista, sufrió persecución y destierro. Por segunda vez viajó a Chile. Su ira lo empujó a escribir una novela panfleto contra Benavides, titulada El general Bebevidas, donde pinta al dictador como un ogro sediento de sangre.
Establecido en Santiago de Chile, falleció sorpresivamente en 1941 a consecuencia de un infarto agudo de miocardio.

## Valoración
Su primera novela, El hermano mayor, que tanto escándalo desatara, posteriormente ha sido revalorizada y Estuardo Núñez lo ha calificado como “una de las primeras novelas contemporáneas del Perú”. Denotaba entonces un influjo de los escritores José María Vargas Vila y Eça de Queiroz.
Bedoya, lleno de una fantasía truculenta y fértil, escribió posteriormente una veintena de novelas detectivescas y de misterio, a lo largo de unos quince años. Es de destacar esta productividad literaria, así como el éxito que tuvo entre los lectores, aunque dichas novelas no lleguen a ser obras maestras de su género. Tuvo el mérito de incursionar en un género que no estaba aún difundido en el Perú. César Toro Montalvo lo considera, en el ámbito de la literatura peruana, como un tímido iniciador de la novela policial y algo de la narrativa de terror, aun de corte fantástico.
Según Luis Alberto Sánchez, sus novelas se refieren siempre a asuntos exóticos, y apela a soluciones violentas. Bedoya sabe mantener el interés del lector con su lenguaje rico, lleno de constantes metáforas, no siempre de buen gusto, pero si muy llamativas.
A su producción novelística hay que sumar cuatro obras dramáticas, además de numerosos artículos, cuentos y algunos poemas desperdigados en publicaciones periódicas.

## Publicaciones

### Obras dramáticas
- La ronda de los muertos (1909), estrenada en Lima
- Mack Bull¸ estrenada en Madrid.
- El mal del bien, estrenada en Madrid.
- La estufa de gas, estrenada en Madrid.

### Novelas
- El hermano mayor (Lima, 1908)
- La serie de novelas policíacas y de misterio, cuyo protagonista es un millonario detective llamado Mack-Bull:[1][2]
  - Los desaparecidos (Madrid, 1914)
  - El secreto del Kaiser (Madrid, Barcelona, Buenos Aires: 1916)
  - Una mano en las tinieblas de Constantinopla (Madrid, 1916)
  - El hombre de las gafas color amatista (Madrid, 1916)
  - El misterio de una muerte repentina
  - El asesino de sí mismo (Madrid, sin fecha)
  - La sorpresa del escapulario (Buenos Aires, sin fecha).
  - El hijo del doctor Wolffan (Madrid, 1917)
  - La feria de los venenos, editada en Madrid.
  - El faro de los ahorcados (Buenos Aires, sin fecha)
  - Entre santos y piratas (Madrid, sin fecha)
  - El sino de la traición (Buenos Aires, sin fecha)
  - El hombre que murió dos veces (Buenos Aires, sin fecha)
  - La domadora del guante azul (Buenos Aires, sin fecha)
  - Moneda falsa
- La señorita Carlota (Madrid, 1915)
- Los desamparados (Madrid, Barcelona, Buenos Aires: 1916)
- La bola de sangre (Madrid, 1921)
- La bola de pus
- La bestia roja (Lima, 1934)
- La embajadora (Lima, 1934)
- El alma de las brujas (Madrid, sin fecha)
- Cuarenta y un grados de fiebre (Madrid, sin fecha)
- Los propios hijos ajenos (Madrid, sin fecha)
- Lo que me dijo su espíritu (París, sin fecha)
- La redimió el sacrificio (Buenos Aires, sin fecha)

### Panfletos políticos
Su aversión al conservadorismo instalado en la política y la alta sociedad limeña, lo llevó a escribir panfletos políticos muy furibundos:
- El otro Caín (1933)
- El otro Abel (1933)
- La bestia roja
- La argolla negra
- El general Bebevidas, monstruo de América. Lágrimas y sangre del calvario de un pueblo (Santiago de Chile, 1939).[2]

## Ciencia ficción
Su novela, El hijo del doctor Wolffan. Un hombre artificial, publicada en 1917 y reeditada en 2015, ha sido ubicada en el ciclo vanguardista de la ciencia ficción peruana. Esta narración, escrita por Bedoya en España en los días de la Primera Guerra Mundial, anticipó el género maravilloso al trazar las aventuras de un soldado u "hombre artificial" creado en un laboratorio para satisfacer las ansias de poder de los imperios centrales. No se trata de una ciencia ficción ajustada a los cánones científicos, pero hace anticipaciones asombrosos como la mención a las células madres, algo que no sería descubierto sino medio siglo después.